# Whites Landing
Whites Landing – jednostka osadnicza w Stanach Zjednoczonych, w stanie Ohio, w hrabstwie Erie.